# Emilio Junoy
Emilio Junoy y Gelbert (Barcelona, 1857-Barcelona, 1931) fue un periodista y político español.

## Biografía
Nació en Barcelona en 1857. Se inicia como periodista en Or y Grana y La Campana de Gràcia, pero su popularidad la alcanzó como redactor y director de La Publicidad —donde se hizo conocido como el Negret de la Rambla—. 

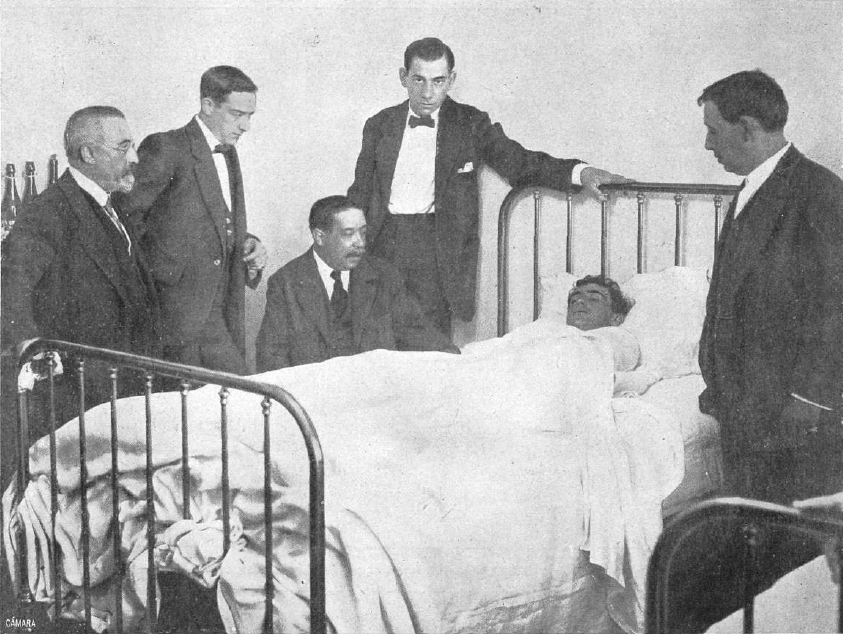
Junoy sentado junto al lecho del torero Joselito, tras haber sufrido este una cogida.

De ideas republicanas y cercano a Nicolás Salmerón, fue contrario a que el Partido Demócrata Posibilista ingresara en el Partido Liberal, siendo elegido diputado al Congreso por el distrito electoral de Manresa en las elecciones generales de 1893. En 1897 ingresó en el partido de Fusión Republicana, con el que fue diputado por Barcelona en las elecciones de 1898. Durante su mandato parlamentario participó en la campaña que pedía la revisión de los procesos de Montjuic que se celebraron tras el atentado terrorista de Barcelona de 1896 en el que fueron encausadas más de 400 personas mediante un procedimiento judicial irregular.
Considerado un «propagandista republicano», comienzos del siglo XX era una de las principales figuras del republicanismo en Cataluña.
En 1901 hizo amistad con Alejandro Lerroux, y fue diputado por Unión Republicana en las elecciones generales de 1903 y por el Partido Republicano Radical en las de 1905. En 1906, sin embargo, dejó el partido y formó parte de Esquerra Catalana, con la que fue elegido diputado por Solidaritat Catalana en las elecciones generales de 1907 y senador por la circunscripción electoral de la provincia de Barcelona en 1908. En 1910 ingresó en la Unión Federal Nacionalista Republicana. En 1928 intentó un entendimiento entre Francisco Cambó y el dictador Miguel Primo de Rivera que no se llegó a concretar.

## Familia
Fue hermano consanguíneo del periodista y dibujante Josep Maria Junoy  Muns.